# Ken Carpenter (Schauspieler, II)
Kenneth „Ken“ Edward Carpenter ist ein US-amerikanischer Schauspieler und Autor.

## Leben
Carpenter wuchs in Saratoga im US-Bundesstaat Wyoming bei seiner alleinerziehenden Mutter auf, da sein Vater kurz nach seiner Geburt verstarb. Er und seine Brüder verbrachten viel Zeit auf der Ranch seiner Großeltern. Seine Mutter arbeitete als Lehrerin in einer örtlichen Schule und unterrichtete auch ihre eigenen Söhne. Für ein Semester studierte Carpenter an der Baylor University, ehe er nach Wyoming zurückkehrte und eine Stelle als Jagdführer annahm. Im Herbst desselben Jahres trat er der United States Air Force ein und war 18 Monate lang auf den Philippinen stationiert. Im Anschluss wurde er ins Pentagon zu den Joint Chiefs of Staff versetzt. Nach seinem Dienstaustritt studierte er Politikwissenschaft und Geschichte an der University of Wyoming. Sein Studium schloss er mit dem Bachelor of Arts ab. Während dieser Zeit verbrachte er die Sommer im Jackson Hole, in denen Warner Brothers während Dreharbeiten im dortigen Tal ihm eine Rolle als Double für einen Schauspieler anboten.
Nach Abschluss der Dreharbeiten zog Carpenter nach Los Angeles, ⁣⁣ um sich der Laufbahn eines Schauspielers zu widmen. 1974 hatte er eine Nebenrolle im Film Das Phantom im Paradies inne und fungierte als Assistent des Produktionsteams. 1977 kam ihn seine Erfahrung aus der Zeit bei der US Air Force zugute, da er im Film Jenseits von Mitternacht einen US Air Force Officer verkörperte. 1990 spielte er im Film Blood Games unter dem Pseudonym Luke Shay mit. 1992 stellte er in Hellraiser III die Doppelrolle des Daniel „Doc“ Fisher/Camerahead Cenobite dar. 1994 spielte er in Verschollen – Abenteuer in Afrika die Rolle eines Jägers. Im selben Jahr stellte er in der Horrorkomödie Teenage T-Rex: Der Menschen-Dinosaurier die Rolle des Neville dar. Zuletzt war er 2011 im Kurzfilm The Terror at Big Bear Lake: Thrillogy als Schauspieler tätig. Für denselben Film war er auch als Regisseur und Drehbuchautor tätig.
Carpenter ist auch als Autor tätig und schreibt überwiegend über Terrorismus.

## Filmografie (Auswahl)

### Schauspiel
- 1974: Das Phantom im Paradies (Phantom of the Paradise)
- 1977: Jenseits von Mitternacht (The Other Side of Midnight)
- 1989: Elves
- 1990: Hardball (Fernsehserie, Episode 1x17)
- 1990: Blood Games
- 1991: Abenteuer in den Rocky Mountains (Spirit of the Eagle)
- 1991: Soldier’s Fortune
- 1992: Hellraiser III
- 1993: Deadly Exposure
- 1994: Verschollen – Abenteuer in Afrika (Lost in Africa)
- 1994: Teenage T-Rex: Der Menschen-Dinosaurier (Tammy and the T-Rex)
- 2011: The Terror at Big Bear Lake: Thrillogy (Kurzfilm)

### Filmschaffender
- 1974: Das Phantom im Paradies (Phantom of the Paradise; Produzent)
- 2011: The Terror at Big Bear Lake: Thrillogy (Kurzfilm; Regie und Drehbuch)
- 2020: Film discuss (Hellraiser Hell on Earth) (Miniserie; Regie)

## Werke
- Flight of the Angel and The Conquest of the Conquistadors Part 1: Flight of the Angel, CreateSpace Independent Publishing Platform, 14. September 2012, ISBN 978-1-4793-8337-5
- Flight of the Angel and The Winds of Allah, CreateSpace Independent Publishing Platform, 23. September 2012, ISBN 978-1-4793-7818-0
- Flight of the Angel and The Conquest of the Conquistadors Part 2: Flight of the Angel, CreateSpace Independent Publishing Platform, 24. September 2012, ISBN 978-1-4793-8453-2
- Flight of the Angel and The Wrath of Chang, CreateSpace Independent Publishing Platform, 27. Mai 2013, ISBN 978-1-4792-6824-5
- Flight of the Angel and The Return of the Bolshevik (Flight of the Angel Series), CreateSpace Independent Publishing Platform, 1. Juni 2015, ISBN 978-1-4935-7845-0
- Flight of the Angel and The Revolution of the Patriot (Flight of the Angel Book Series), CreateSpace Independent Publishing Platform, 25. Mai 2018, ISBN 978-1-5088-4159-3